# Wiceprezydenci Egiptu
| Nr                            | Nazwisko                | Od                   | Do                   | Prezydent         |
| ----------------------------- | ----------------------- | -------------------- | -------------------- | ----------------- |
| Republika Egiptu              |                         |                      |                      |                   |
| 1                             | Sabri al-Asali          | 7 marca 1957         | 1 lutego 1958        | Gamal Abdel Naser |
| 1                             | Akram al-Haurani        | 7 marca 1957         | 1 lutego 1958        | Gamal Abdel Naser |
| 1                             | Abdel Latif Boghdadi    | 7 marca 1957         | 1 lutego 1958        | Gamal Abdel Naser |
| 1                             | Abd al-Hakim Amir       | 7 marca 1957         | 1 lutego 1958        | Gamal Abdel Naser |
| Zjednoczona Republika Arabska |                         |                      |                      |                   |
|                               | Sabri al-Asali          | 1 lutego 1958        | 7 października 1958  | Gamal Abdel Naser |
| Akram al-Haurani              | 1 lutego 1958           | 19 września 1960     |                      | Gamal Abdel Naser |
| Abd al-Latif al-Baghdadi      | 1 lutego 1958           | 23 marca 1968        |                      | Gamal Abdel Naser |
| Abd al-Hakim Amir             | 1 lutego 1958           | 30 września 1965     |                      | Gamal Abdel Naser |
|                               | Nur ad-Din Kahalla      | 20 września 1960     | 18 października 1961 | Gamal Abdel Naser |
|                               | Abd al-Hamid as-Sarradż | 16 kwietnia 1961     | 18 października 1961 | Gamal Abdel Naser |
| Kamal ad-Din Husajn           | 16 kwietnia 1961        | 23 marca 1964        |                      | Gamal Abdel Naser |
| Zakarijja Muhji ad-Din        | 16 kwietnia 1961        | 23 marca 1964        |                      | Gamal Abdel Naser |
| Husajn asz-Szafi’i            | 16 kwietnia 1961        | 30 września 1965     |                      | Gamal Abdel Naser |
|                               | Anwar as-Sadat          | 17 lutego 1964       | marzec 1964          | Gamal Abdel Naser |
| Hasan Ibrahim                 | 17 lutego 1964          | 27 stycznia 1966     |                      | Gamal Abdel Naser |
|                               | Zakarijja Muhji ad-Din  | 1 października 1965  | 20 marca 1968        | Gamal Abdel Naser |
| Ali Sabri                     | 1 października 1965     | 20 marca 1968        |                      | Gamal Abdel Naser |
|                               | Husajn asz-Szafi’i      | 20 marca 1968        | 1 września 1971      | Gamal Abdel Naser |
|                               | Anwar as-Sadat          | 19 grudnia 1969      | 14 października 1970 | Gamal Abdel Naser |
|                               | Ali Sabri               | 30 października 1970 | 2 maja 1971          | Anwar as-Sadat    |
| Arabska Republika Egiptu      |                         |                      |                      |                   |
| 2                             | Husajn asz-Szafi’i      | 2 września 1971      | 16 stycznia 1973     | Anwar as-Sadat    |
| 3                             | Mahmud Fauzi            | 16 stycznia 1972     | 18 września 1974     | Anwar as-Sadat    |
| 4                             | Husni Mubarak           | 16 kwietnia 1975     | 14 października 1981 | Anwar as-Sadat    |
| 5                             | Umar Sulajman           | 29 stycznia 2011     | 11 lutego 2011       | Husni Mubarak     |
| 6                             | Mahmud Makki            | 12 sierpnia 2012     | 22 grudnia 2012      | Muhammad Mursi    |
| 7                             | Muhammad el-Baradei     | 14 lipca 2013        | 14 sierpnia 2013     | Adli Mansur       |
| urząd zniesiony               |                         |                      |                      |                   |